# Krajowa Sieć Informacji o Bioróżnorodności
Krajowa Sieć Informacji o Bioróżnorodności (KSIB) – polska organizacja gromadząca dane przyrodnicze. Działa od 2003 w ramach międzynarodowego systemu GBIF, w którym Polska ma status członka stowarzyszonego. KSIB to sieć naukowa skupiająca większość wiodących polskich ośrodków naukowych, w tym 21 instytucji członkowskich (samodzielne instytuty naukowe oraz uczelnie) oraz współpracujące z siecią 4 instytucje i jedną organizację pozarządową. Pracami Sieci kieruje Rada Koordynacyjna. Węzeł koordynujący pracę sieci mieści się na Wydziale Biologii Uniwersytetu Warszawskiego.